# 婦中バイパス
- 日本の道路 > 一般国道 > 国道472号 > 婦中バイパス

婦中バイパス（ふちゅうバイパス）は、富山県富山市（旧婦中町）と同市（旧八尾町）とを結ぶ、事業中の国道472号のバイパスである。
区間および延長については資料によって異なり、富山市婦中町長沢から富山市婦中町富崎の起点側1.3kmについて、婦中バイパスの一部分とする資料と、婦中バイパスには含めないとする資料とが混在している。本稿では特に指定のない限り、富山市婦中町長沢から富山市八尾町奥田に至る延長約3.6kmの道路として取り扱っている

## 概要

### 道路諸元
- 起点 富山県富山市婦中町長沢（長沢（西）交差点 = 国道359号交点）
- 終点 富山県富山市八尾町奥田
- 全長 L=3.6km
- 規格 第3種2級
- 道路幅員 W=16.5m
- 車線数 2車線
- 設計速度 V=50km/h

### 概説
国道472号の婦中町から八尾町にかけての区間は富山県中央部における産業・観光を支える重要な路線であるにも拘らず、もともと生活道路であったものを国道に昇格させている経緯から現道では道路沿いに家屋が密集して狭隘区間が続いており、またJR高山本線と千里踏切で平面交差するなど交通のボトルネックとなっていて沿線自治体や国道472号整備促進期成同盟会からは交通事故頻発など安全上の問題も指摘されていた。
これらの問題を解消し、域内における安全確保と物流効率化を目的として計画されたのが、婦中バイパスである。
ルートは国道359号婦中西バイパスと接続するの長沢（西）交差点から現道とほぼ並行して南進し、婦負郡八尾町奥田で県道千里八尾線に繋がる計画である。古い街並みを貫く現道と異なり、水田部を拓いて整備されるため道路幅員・線形とも良好で歩道も設置されるが、現在は起点から県道下瀬小倉線とぶつかる千里交差点まで2.7km間のみの開通となっていてその先0.9kmは未開通である。
また富山市では、婦中バイパスの全線整備に加え、千里交差点から八尾町八十島まで旧八尾町中心部を迂回する延長約8.5kmのバイパスも計画しており、県や国に具体的な計画の策定や早期整備を要望している。国道472号両バイパスの整備により県道小杉婦中線を介して北陸自動車道富山西ICと富山八尾中核工業団地とのアクセスが改善するほか、国道472号現道の一方通行区間が解消されるなどの効果が見込まれる。

## 橋
- 新長沢橋（全長64m）
- 富崎橋（全長21.3m）

## 沿革
- 1996年 事業着手
- 2005年9月1日 富山市婦中町長沢 - 婦中町富崎間（L=1.3km）供用開始[3]
- 2009年11月16日 婦中町富崎 - 婦中町千里間（L=1.4km）供用開始[3]

## 主な接続道路
- 国道359号（富山県道59号富山庄川線重複）（富山県富山市婦中町長沢、長沢（西）交差点）
- 富山県道31号小杉婦中線（富山県富山市婦中町長沢、長沢（西）交差点）
- 富山県道220号下瀬小倉線（富山県富山市婦中町千里）

## 通過する自治体
- 富山県
  - 富山市

## 沿線周辺
- 富山市立城山中学校